# Sojuz T-7
Sojuz T-7 (ryska: Союз Т-7) var en flygning i det sovjetiska rymdprogrammet. Flygningen gick till rymdstationen Saljut 7. Farkosten sköts upp med en Sojuz-U-raket från Kosmodromen i Bajkonur den 19 augusti 1982. Den dockade med rymdstationen den 20 augusti 1982. Den 29 augusti 1982 flyttades farkosten från rymdstationens akterport, till stationens främre dockningsport. Farkosten lämnade rymdstationen den 10 december 1982. Några timmar senare återinträdde den i jordens atmosfär och landade i Sovjetunionen.
Savitskaja blev den andra kvinnan i rymden efter Valentina Teresjkova som gjorde sin rymdfärd 1963.